# 74 Большой Медведицы
74 Большой Медведицы (лат. 74 Ursae Majoris), HD 108844 — одиночная звезда в созвездии Большой Медведицы на расстоянии приблизительно 275 световых лет (около 84 парсеков) от Солнца. Видимая звёздная величина звезды — +5,347m. Возраст звезды оценивается как около 4,6 млрд лет.

## Характеристики
74 Большой Медведицы — белая звезда спектрального класса A8V. Масса — около 1,23 солнечной, радиус — около 4,04 солнечных, светимость — около 41,06 солнечных. Эффективная температура — около 7400 К.